# Al Ubayyid
Al-Ubayyid (El Obeid)  (în arabă الأبيض) este un oraș  în  Sudan. Este reședinta  statului Kordofan de Nord.